# Tvaroh

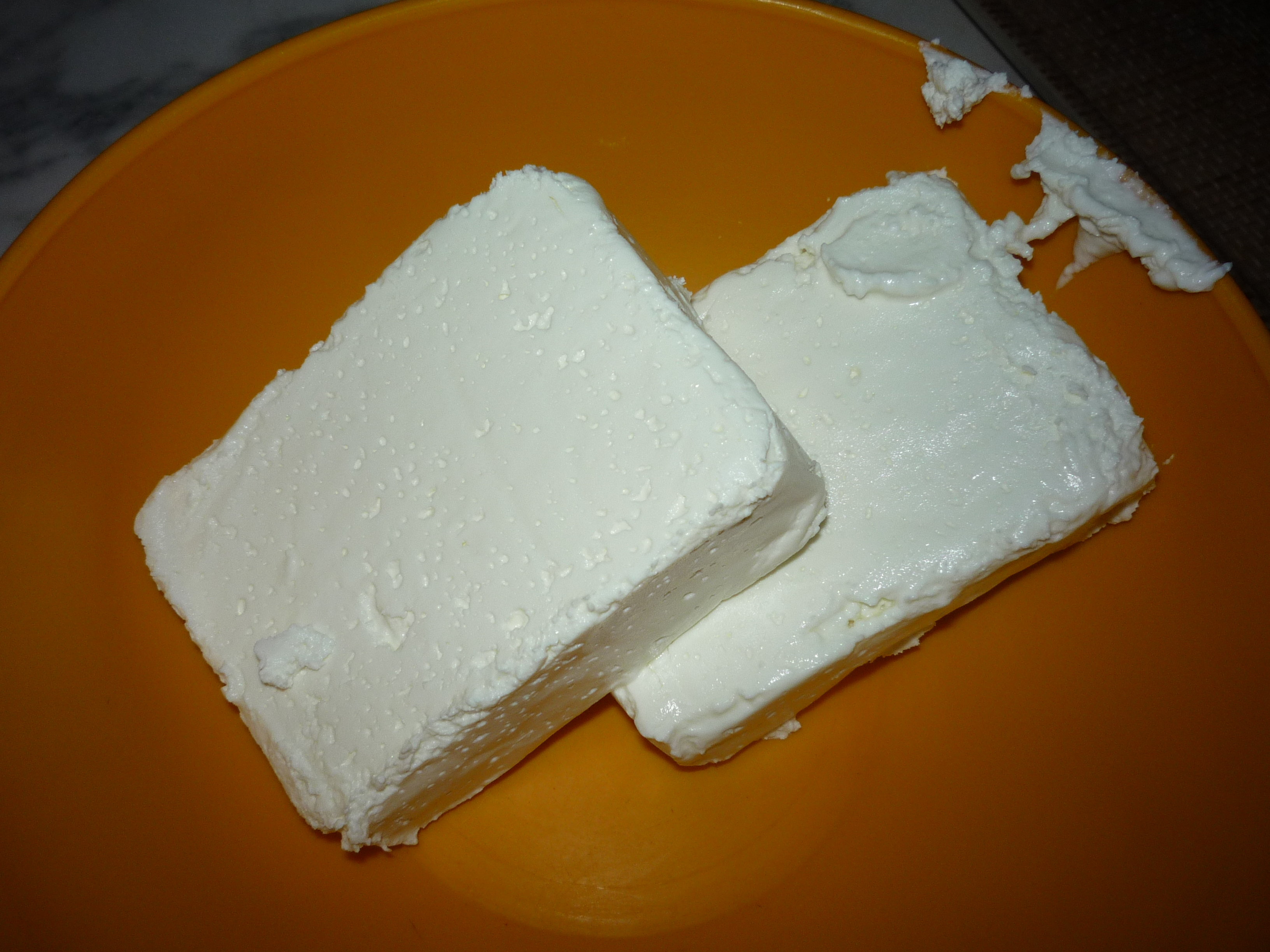
Měkký tvaroh

Tvaroh je mléčný výrobek smetanové chuti, tužší konzistence a obvykle bílé barvy. Vzniká srážením mléčné bílkoviny – kaseinu. Označují se tak všechny nezralé sýry připravované z odstředěného kravského nebo kozího mléka. Je to velmi sytá potravina a obsahuje výživné látky – plnohodnotné bílkoviny, minerální látky a vitaminy. Především obsahuje vápník, proto se tvaroh doporučuje dětem či lidem s osteoporózou. Dále je v něm obsažen draslík, fosfor, měď, hořčík, vitaminy A, E a vitaminy ze skupiny B. Jedná se o velmi hodnotnou potravinu, která ve vhodných úpravách a ve spojení s ostatními vhodnými surovinami dává zdravé, syté a vysoce výživné jídlo. 
Tvaroh se může srážet dvěma způsoby:
1. srážení kyselinou mléčnou – vzniká kyselá sýřenina a z té se vyrábí tvrdý tvaroh na strouhání
2. srážení pomocí enzymů a mikroorganismů – vzniká sladká sýřenina

V Česku je běžně v prodeji v baleních po cca 250 g v těchto úpravách:
- Tvaroh odtučněný (měkký)
- Tvaroh nízkotučný (jemný)
- Tvaroh polotučný
- Tvaroh tučný
- Tvaroh tvrdý na strouhání

## Domácí příprava
1. Doma je možné tvaroh připravit ze zkyslého mléka, které se zahřeje za občasného míchání na mírném plameni (měkkému tvarohu stačí teplota 30–40 °C, tvrdému na strouhání 60 °C). Sražení mléka lze podpořit přidáním horkého bramboru či chlebové kůrky. Sražený tvaroh se nechá ustát, naplní se do sáčku z řídké látky, mírně zatíží a lisuje.  Čerstvý tvaroh nezraje, může být tedy uchován v chladu několik dní. Tvaroh se dá pro uchování zmrazit, ale po rozmrazení je hrudkovitější. Další možností je tvaroh dále zpracovat.
2. Do mléka o teplotě 20 °C se přidá 1–1,5 % smetanového zákysu a syřidlo (dávkování uvádí výrobce syřidla). Pro výrobu tvarohu se používá výrazně méně syřidla než při výrobě sýrů. Nechá se ustát při pokojové teplotě 24 hodin. Prokysané mléko se nalévá do plachetky a nechá se skapat syrovátka. Doba odkapávání je úměrná suchosti a tvrdosti výsledného produktu.

## Výrobky z tvarohu
- Zaklížený tvaroh (kližák)
- Imperial (čerstvý tvarohový sýr)
- Pivní sýr
- Homolky (sušený tvaroh)
- Tvarůžky
- Pultost (jeden z norských národních sýrů)
- Appetitost (dánský kyselý sýr)
- Panír (tradiční indický sýr)
- Cottage
- různé druhy pomazánek